# Wilhelm Müseler (Numismatiker)
Wilhelm Müseler (* 17. September 1952 in Hannover; † 20. Februar 2023) war ein deutscher Numismatiker und Münzhändler.

## Leben
Wilhelm Müseler wurde 1952 als Sohn des Rechtsanwaltes Karl Müseler und seiner Frau Marianne geboren. Sein Vater baute die nahezu vollumfängliche betriebliche Münzsammlung der Preussag mit dem Schwerpunkt „Bergbau“ auf. Nach dem Abitur im Jahr 1972 studierte Müseler bis 1979 Geschichte und Philosophie in Tübingen, Saarbrücken und Konstanz. Anschließend war er bis 1983 Wissenschaftlicher Mitarbeiter am Lehrstuhl für Alte Geschichte an der Universität Tübingen und nahm an Ausgrabungen in Petra teil.
Müseler leitete von 1984 bis 2016 die Abteilung für Antike Numismatik bei dem Frankfurter Auktionshaus Dr. Busso Peus Nachfolger. Seine Forschungen konzentrieren sich auf die antike Münzprägung in den Grenzgebieten des griechischen und des persischen Kulturkreises.
Er lebte in Deutschland, Frankreich und der Schweiz.

## Veröffentlichungen (Auswahl)
- mit Dietrich O. A. Klose: Statthalter – Rebellen – Könige: Die Münzen von Persepolis von Alexander dem Großen zu den Sassaniden. München 2008
- Lykische Münzen in europäischen Privatsammlungen. Istanbul 2016
- Ddenewele. Der vergessene Dynast vom Xanthos-Tal und das Nereiden-Monument. in: Jahrbuch für Numismatik und Geldgeschichte. Nr. 67, 2017, S. 13–30
- mit Diether Schürr: Zur Chronologie in den Inschriften auf dem Agora-Pfeiler von Xanthos (TL 44), den betroffenen Dynasten und ihren Münzen. In: Klio. Bd. 100, 2018, S. 381–406
- mit Florian Haymann und Stefan Kötz: Runde Geschichte – Europa in 99 Münzepisoden. Nünnerich-Asmus-Verlag, Oppenheim 2020, ISBN 978-3-96176-078-7